# Servet Çetin
Servet Çetin (Iğdır, 17 marzo 1981) è un allenatore di calcio ed ex calciatore turco di origine azera, di ruolo difensore, tecnico dell'Amed.

## Carriera

### Club
Servet ha iniziato a giocare nel 1999 nel Kartalspor. Nel 2001 è passato al Göztepe Spor Kulübü, poi al Denizlispor e nel 2003 si è trasferito al Fenerbahçe con cui ha vinto due campionati turchi.
Servet nell'agosto del 2006 ha firmato per il Sivasspor, raggiunto a parametro zero. Il 15 aprile dell'anno successivo ha firmato un contratto triennale con il Galatasaray. Appena arrivato a Istanbul è stato fortemente criticato per i diversi errori commessi sul campo: grazie alla sua statura era un ottimo giocatore nel gioco aereo ma veniva spesso superato dagli avversari nell'uno contro uno a causa della sua scarsa velocità. Sotto la guida di Karl-Heinz Feldkamp, Servet è molto migliorato, ed è diventato un beniamino dei tifosi. Per la sua altezza e la sua forza i tifosi del Galatasaray lo chiamano Ayibogan, che significa "uomo che potrebbe soffocare un orso".

### Nazionale
Servet, dopo aver giocato nelle Nazionali giovanili, ha esordito nella Nazionale turca il 30 aprile 2003 in amichevole contro la Repubblica Ceca (4-0 per i cechi), subentrando all'83º minuto ad Alpay. Ha realizzato il primo gol in Nazionale l'8 settembre 2007 in Malta-Turchia, segnando al 78º minuto la rete del definitivo 2-2.
Con la Turchia ha partecipato alla Confederations Cup 2003, conclusa al terzo posto e all'Europeo 2008, dove la Turchia è stata eliminata in semifinale dalla Germania.

## Palmarès

### Club

#### Competizioni nazionali
- Campionato turco: 4

Fenerbahçe: 2003/2004, 2004/2005
Galatasaray: 2007/2008, 2011-2012
- Supercoppa di Turchia: 1

Galatasaray: 2008